# Peperomia pubirhachis
Peperomia pubirhachis är en pepparväxtart som beskrevs av Truman George Yuncker. Peperomia pubirhachis ingår i släktet peperomior, och familjen pepparväxter. Inga underarter finns listade i Catalogue of Life.